# Mont Nivea
Le mont Nivea est le point culminant de l'île du Couronnement et des îles Orcades du Sud.
Le nom Nivea vient du pétrel des neiges (Pagodroma nivea) qui fréquente cette île.